# Hyles suarezi
Hyles suarezi är en fjärilsart som beskrevs av Ramon Agenjo Cecilia 1952. Hyles suarezi ingår i släktet Hyles och familjen svärmare. Inga underarter finns listade i Catalogue of Life.